# TZ Водолея
TZ Водолея (лат. TZ Aquarii) — одиночная переменная звезда в созвездии Водолея на расстоянии приблизительно 6118 световых лет (около 1876 парсеков) от Солнца. Видимая звёздная величина звезды — от +12,58m до +11,67m.

## Характеристики
TZ Водолея — белая пульсирующая переменная звезда типа RR Лиры (RRAB) спектрального класса A6-F6 или F0. Эффективная температура — около 6590 К.